# اصحاب کهف
اصحاب کهف (به فارسی: یاران غار) (انگلیسی: Seven sleepers) مطابق روایات دینی، عده‌ای ایمان‌دار مسیحی بودند که در دوران حکمرانی یکی از پادشاهان روم باستان به نام دقیانوس، در شهری به نام اِفِسوس که در ترکیه امروزی واقع بوده، زندگی می‌کردند و همگی جز یکی از آنان که یک چوپان به همراه سگش بود از اشراف‌زادگان و درباریان بودند و دین خود را پنهان نگاه می‌داشتند، چرا که دین مسیحیت ممنوع بوده و امپراتور روم آنان را تحت پیگرد داشت.
این داستان فارغ از جوانبِ عقیدتی و الاهیاتی، روایتی کهن است (در حدود دویست سال پیش از اسلام) و برخی اشخاص و مکان‌های جغرافیاییِ ذکر شده در آن قابل تطبیق با تاریخ هستند؛ از جمله امپراتور دِکیوس (سال ۲۵۰ میلادی) که به آزار و تعقیب مسیحیان را پرداخت، امپراتور تئودوسیوس (حدود سال ۳۹۵ میلادی) و خودِ شهر افسوس که در ترکیه امروزی واقع است.

## باستانشناسی و جغرافیای تاریخی
باستان‌شناسان برحسب حدس و گمان، چندین غار را منسوب به اصحاب کهف دانسته‌اند که هیچ‌کدام به عنوان غار اصلی اثبات نشده‌اند.
براساس اولین متنی که به اصحاب کهف پرداخته و روایت آنان را در شهر افسس بیان می‌کند، نخستین احتمال، دخمه‌ای مسیحی در آنجا است که توجه بسیاری به خود جلب کرده است. در نزدیکی کوه پیون در افسس (نزدیک شهر سلجوق در ترکیه) مکان یک غار و آثار یک نیایش‌گاه مخروبه در آن بین سال‌های ۱۹۲۶ تا ۱۹۲۸ میلادی، کاوش شد. این کاوش چندصد قبر مربوط به قرون پنجم و ششم میلادی را آشکار کرد. کتیبه‌های مرتبط به اصحاب کهف بر روی دیوارها و گورها یافت شد. این غار هنوز هم به گردشگران نشان داده می‌شود.
برخی باستان‌شناسان، محل غار اصحاب کهف را در میان دو روستای رقیم و ابوعلند واقع در هفت کیلومتری عمّان پایتخت اردن دانسته‌اند،
برخی نیز آن را در دمشق پایتخت سوریه دانسته‌اند.

## داستان‌های مشابه در دیگر ادیان

### در مسیحیت
این داستان جزو کتاب مقدس مسیحیت نیست، بلکه روایتی است که برخی مسیحیان قرن‌های بعدی آن را روایت می‌کرده‌اند. داستان اینگونه روایت می‌شود که در طول آزار و شکنجه‌های دقیانوس (امپراتور روم)، در حدود سالِ ۲۵۰ پس از میلاد مسیح، هفت مرد جوان متهم به پیروی از مسیحیت شدند. مدتی به آنها فرصت داده شد تا از ایمان خود دست‌بردارند، اما آنها از تعظیم در برابر بت‌های رومی خودداری کردند. در عوض آنها ترجیح دادند که مال دنیوی خود را به فقرا بدهند و برای دعا به غار کوهستانی بروند؛ و در آنجا به خواب رفتند. امپراتور که دید نگرش آنها نسبت به بت‌پرستی بهتر نشده است، دستور داد دهانه غار را مهر و موم کنند.

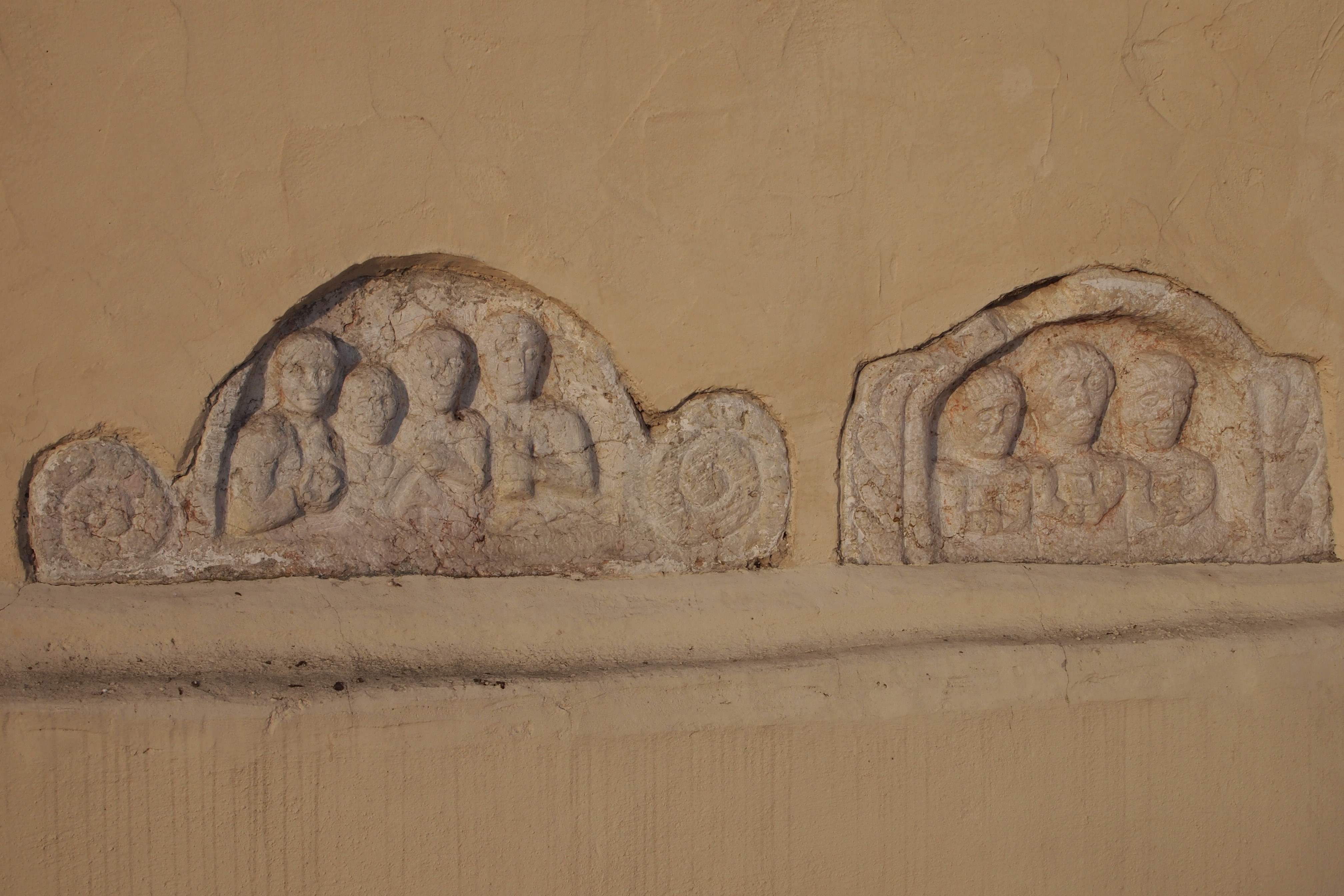
نقشی از اصحاب کهف بر دیوار ضلعِ جنوبیِ کلیسایِ هفت خفتگان در روتوفِ آلمان

دکیوس یا دقیانوس در سال ۲۵۱ درگذشت و سال‌های زیادی گذشت که طی آن مسیحیت از قرار گرفتن تحت آزار و اذیت، به دین دولتی امپراتوری روم تبدیل شد. در زمانی بعد (که معمولاً زمان سلطنت تئودوسیوس دوم (۴۰۸–۴۵۰) گفته می‌شود) در سال ۴۴۷ پس از میلاد، صاحب زمین تصمیم گرفت دهانه مهر و موم شده‌یِ غار را باز کند و به این فکر افتاد که از آن به عنوان آغل دام استفاده کند. در را باز کرد و اصحاب کهف را در آنجا دید. آنها از خواب بیدار شدند و تصور کردند که فقط یک روز خوابیده‌اند. یکی از آنها را برای خرید غذا به افسس فرستادند و از او خواستند که مراقب باشد.
پس از ورود فرد به شهر، این شخص از دیدن ساختمان‌هایی با صلیب شگفت زده شد. (چون شهر برعکسِ زمانی که به خواب نرفته‌بودند، مسیحی شده بود) مردم شهر به نوبه خود از دیدن مردی که سعی می‌کرد سکه‌های قدیمی دوران سلطنت دکیوس را خرج کند شگفت زده شدند. اسقف برای مصاحبه با اصحاب کهف، احضار شد. اصحاب کهف ماجرای معجزه‌یِ خود را به او گفتند و در حال حمد و ستایشِ خدا از دنیا رفتند.

### در اسلام
روایت قرآن از ایشان در سوره کهف به سبک بیشتر داستان‌های قرآن، کوتاه و گذرا است. داستان اصحاب کهف از آیه هشتم تا آیه بیست‌وششم این سوره، اینگونه روایت می‌شود: اصحاب کهف به خدا ایمان آورده و علیه شرک در قومشان برمی‌خیزند. خدا به آنان می‌گوید که به غار پناه ببرید و آنجا به شکل غیرقابل تشخیصی، به خواب می‌روند. پس از آنکه بیدار می‌شوند خدا به ایشان می‌گوید که با پول خود برای خرید غذا به شهر بروند بدون آنکه خود را به دیگران بشناسانند. توضیحات قرآن از این بیشتر نیست و جزئیات این ماجرا در ادوار بعدی توسطِ سنت‌نویسان و تاریخ‌نگارانِ مسلمان ذکر شده است.

### در دیگر ادیان
داستان مشابهی در کتاب مقدس هندوان وجود دارد که در آن ایندرا برای ریاضت در زمانی که آسورها سراسر دنیا را گرفته بودند به میان گل نیلوفر آبی رفت. این داستان در منابع زرتشتی به داستان زروان برگردان شده است و در منابع ترکی به افسانه کورموستا یا هورموزدا تعبیر شده است.

## در ادبیاتفارسی
داستان اصحاب کهف، در اشعار شاعران نیز بازتاب داشته است.
سعدی:
| پسر نوح با بدان بنشست |  | خاندان نبوّتش گم شد      |
| سگ اصحاب کهف روزی چند |  | پی نیکان گرفت و مردم شد |

مولانا:
| بر سر و بر دیده دویدن گرفت |  | شیر نظر با سگ اصحاب کهف |

سنایی غزنوی:
| که آرد صبا نسیم و نیارد نسیم ما |  | امروز خفته‌ایم چو اصحاب کهف لیک |

خاقانی:
| همچو گل گونه بقایی هم ندارد جوهرم |  | نی سگ اصحاب کهفم نی خر عیسی ولیک |

صائب تبریزی:
| تازه در هر جام می کن غسل احرام بهار |  | آرزوها را کند بیدار چون اصحاب کهف |

سیف فرغانی:
| به ز بیداری بود جای دگر سگ را و گر |  | بر در اصحاب کهفش بهر خفتن می‌بری |

همچنین محمود استاد محمد نمایشنامهٔ «سپنج رنج و شکنج و دقیانوس، امپراتور شهر افسوس» را بر اساس داستان اصحاب کهف و دقیانوس نوشته است.